# Tokudaia
Tokudaia là một chi động vật có vú trong họ Muridae, bộ Gặm nhấm. Các loài thuộc chi này là loài đặc hữu của Nhật Bản. Chi này gồm 3 loài:
- Tokudaia muenninki
- Tokudaia osimensis
- Tokudaia tokunoshimensis